# Laminálás
A laminálás egy nyomdaipari technológia, papírlapok bevonása valamilyen (elsősorban műanyag) réteggel.

## A szó eredete
Az angol laminate (réteges) és a latin lamina (lemez, lapocska) szóból került át a magyarba.

## Eljárás a nyomdaiparban
Az eljárás jellemzője, hogy a műanyag-műanyag vagy műanyag-papír réteg közötti adhézió létrehozásához nem szükséges ragasztóanyag. 
Célja, hogy a papír felületére kerülő képet, szöveget kopás, fakulás ellen egy bevonattal védjék.
Fajtái:
- Kézi laminálás (kasírozás)
- Tekercses hideg laminálás
- Tekercses meleg laminálás
- Íves (irodai) laminálógép
- Folyadékos laminálógép
- Kézi lakkozás[3]

## Eljárás a faiparban
A faipar területén a padlóburkolatok egy fajtájánál, a laminált padlók gyártásánál alkalmazzák az eljárást.